# CDC26
CDC26 (англ. Cell division cycle 26) – білок, який кодується однойменним геном, розташованим у людей на 9-й хромосомі. Довжина поліпептидного ланцюга білка становить 85 амінокислот, а молекулярна маса — 9 777.
| 10         |  | 20         |  | 30         |  | 40         |  | 50         |
| ---------- |  | ---------- |  | ---------- |  | ---------- |  | ---------- |
| MLRRKPTRLE |  | LKLDDIEEFE |  | NIRKDLETRK |  | KQKEDVEVVG |  | GSDGEGAIGL |
| SSDPKSREQM |  | INDRIGYKPQ |  | PKPNNRSSQF |  | GSLEF      |  |            |

A: Аланін

D: Аспарагінова кислота

E: Глутамінова кислота

F: Фенілаланін

G: Гліцин

I: Ізолейцин

K: Лізин

L: Лейцин

M: Метіонін

N: Аспарагін

P: Пролін

Q: Глутамін

R: Аргінін

S: Серин

T: Треонін

V: Валін

Кодований геном білок за функцією належить до фосфопротеїнів. 
Задіяний у таких біологічних процесах, як клітинний цикл, поділ клітини, мітоз, убіквітинування білків. 
Локалізований у ядрі.